# Buzura analiplaga
Buzura analiplaga là một loài bướm đêm trong họ Geometridae.